# توبه، جهلم
توبه (به انگلیسی: Tobah) یک منطقهٔ مسکونی در پاکستان است که در ناحیه جهلم واقع شده‌است.